# 4-я резервная авиационная группа
4-я резервная авиационная группа — оперативная авиационная группа в Великой Отечественной войне, созданная для решения оперативных (оперативно-тактических) задач самостоятельно и в составе фронтов во взаимодействии с войсками (силами) и средствами других видов вооруженных сил (родов войск (сил)) в операциях сухопутных войск и военно-морских сил.

## Наименование

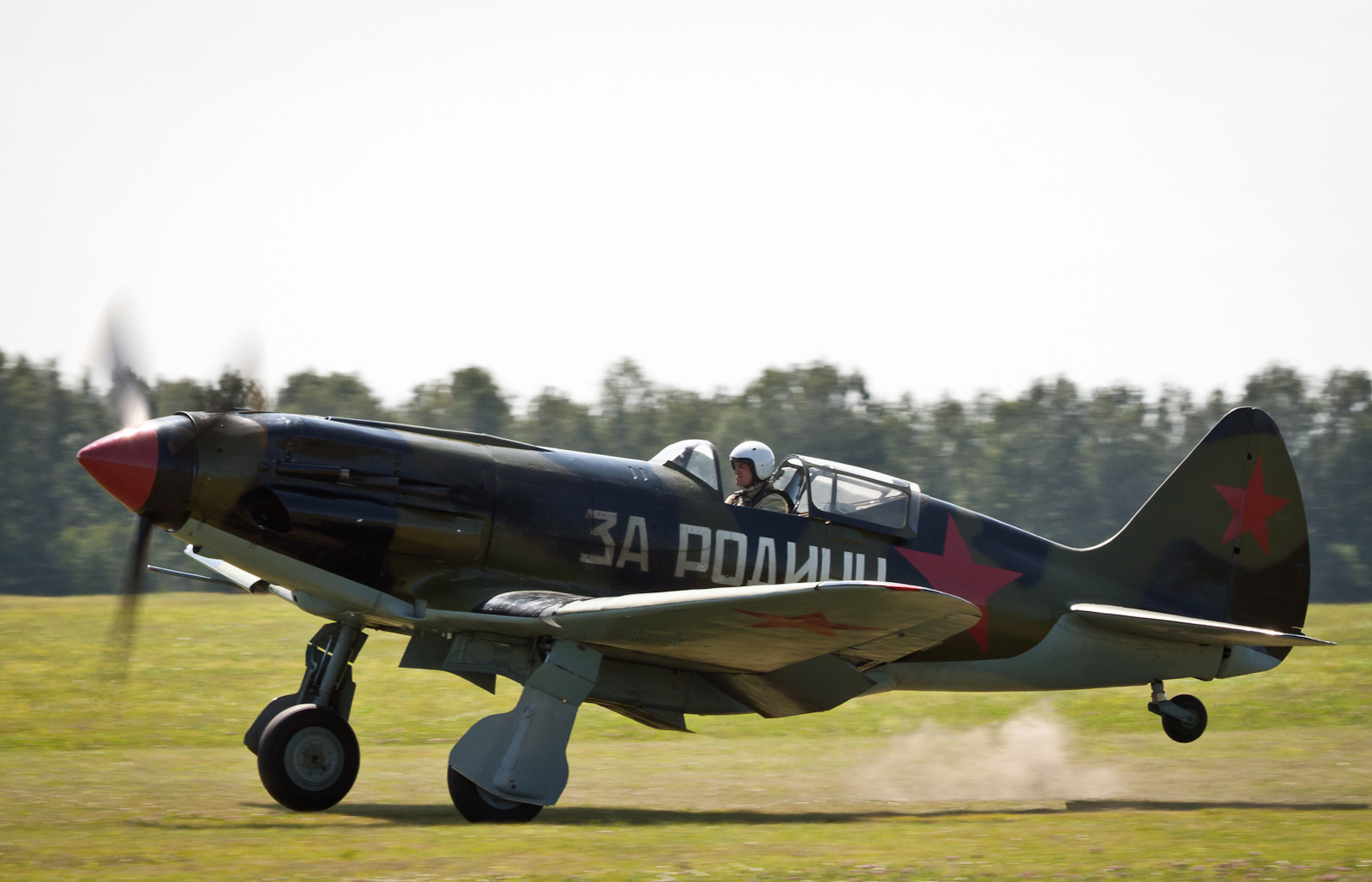
Самолет группы МиГ-3

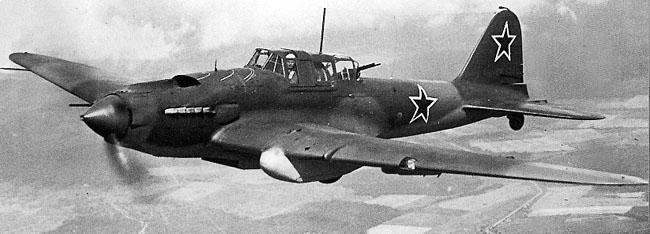
самолет группы Ил-2

- 4-я резервная авиационная группа

## Создание группы
4-я резервная авиационная группа сформирована 11 сентября 1941 года на основании Приказа НКО на базе управления 49-й смешанной авиационной дивизии.

## Переформирование группы
4-я резервная группа 11 июня 1942 года Приказом НКО была обращена на формирование 270-й бомбардировочной авиационной дивизии.

## В действующей армии
В составе действующей армии:
- с 11 сентября 1941 года по 11 июня 1942 года.

## Командир группы
- Подполковник Немцевич Юрий Александрович[4] — с 11 сентября 1941 года по 24 апреля 1942 года. Отстранен 24 апреля 1942 года, отправлен в распоряжение Управления кадров ВВС КА, 23 мая 1942 года назначен на должность командира 234-й истребительной авиационной дивизии.
- Полковник Борисенко Михаил Харлампиевич[5] — с 19 марта 1942 года по 11 июня 1942 года. Назначен на должность командира 271-й ночной бомбардировочной авиационной дивизии.

## В составе соединений и объединений
| Период        | Фронт (округ)      | армия      | примечание      |
| ------------- | ------------------ | ---------- | --------------- |
| 11.09.1941 г. | Юго-Западный фронт | ВВС фронта |                 |
| 06.11.1941 г. | Южный фронт        | ВВС фронта |                 |
| 17.12.1941 г. | Брянский фронт     | ВВС фронта |                 |
| 08.01.1942 г. | Юго-Западный фронт | ВВС фронта |                 |
| 11.06.1942 г. | Юго-Западный фронт | ВВС фронта | переформирована |

## Состав
| Период                        | Части                                         | Примечание                                                                   |
| ----------------------------- | --------------------------------------------- | ---------------------------------------------------------------------------- |
| 08.09.1941 г. — 11.06.1942 г. | 148-й истребительный авиационный полк         | МиГ-3, передан в 269-ю иад                                                   |
| 15.09.1941 г. — 29.05.1942 г. | 273-й истребительный авиационный полк         | Як-1, убыл в состав маневренной авиационной группы юго-западного направления |
| 01.11.1941 г. — 01.12.1941 г. | 91-й истребительный авиационный полк          | ЛаГГ-3, передан в состав 16-й сад                                            |
|                               | 506-й ближнебомбардировочный авиационный полк |                                                                              |
| 06.03.1942 г. — 26.03.1942 г. | 254-й истребительный авиационный полк         | ЛаГГ-3, убыл в тыл на доукомплектование во 2-й зиап                          |
| 13.09.1941 г. — 17.06.1942 г. | 431-й штурмовой авиационный полк              | Ил-2, передан в состав 228-й шад                                             |
| 01.12.1941 г. — 11.06.1942 г. | 99-й ближнебомбардировочный авиационный полк  | СБ, Пе-2, передан в состав 270-й бад                                         |

## Участие в операциях и битвах

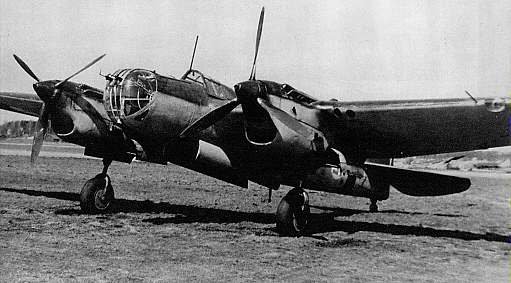
Самолет группы СБ

- Ростовская наступательная операция (1941) — с 17 ноября по 2 декабря 1941 года.
- Елецкая наступательная операция — с 6 по 16 декабря 1941 года.
- Барвенково-Лозовская операция — с 18 января 1942 года по 31 января 1942 года.
- Харьковская операция — с 11 мая 1942 года по 7 июля 1942 года.